# Beñat Etxebarria
Beñat Etxebarria Urkiaga (Igorre, 19 februari 1987) - alias Beñat - is een Spaans voetballer die doorgaans als verdedigende middenvelder speelt. Hij tekende in juni 2013 bij Athletic Bilbao, dat hem overnam van Real Betis. Beñat debuteerde in 2012 in het Spaans voetbalelftal.

## Clubvoetbal
Beñat speelde tot 1998 bij CD Arratia, waarna hij in de jeugdopleiding van Athletic Bilbao werd opgenomen. Via de reserve-elftallen CD Baskonia en Bilbao Athletic bereikte hij het eerste elftal van de club. Hiervoor speelde hij één competitiewedstrijd, in oktober 2006 tegen CA Osasuna. Na een seizoen op huurbasis bij UB Conquense in 2008-2009 kwam Beñat in 2009 bij Real Betis. In het seizoen 2010/2011 werd hij daar een vaste waarde in het team, dat promoveerde van de Segunda División A naar de Primera División. In de zomer van 2013 verliet hij Real Betis en keerde hij terug naar Athletic Bilbao.

## Nationaal elftal
Na eerder voor Spaanse nationale jeugdelftallen te hebben gespeeld, debuteerde Beñat op 26 mei 2012 in het Spaans nationaal elftal in een oefeninterland tegen Servië.

## Erelijst
| Supercopa de España | 1x | 2015 |

1 Simón ·
3 Vivian ·
4 Paredes ·
5 Álvarez ·
6 Vesga ·
7 Berenguer ·
8 Sancet ·
9 I. Williams ·
10 Muniain  ·
11 N. Williams ·
12 Guruzeta ·
13 Agirrezabala ·
14 D. García ·
15 Lekue ·
16 Ruiz de Galarreta ·
17 Berchiche ·
18 De Marcos ·
19 García de Albéniz ·
20 Villalibre ·
21 Herrera ·
22 R. García ·
23 Nolaskoain ·
24 Prados ·
29 Ares ·
30 Gómez ·
Coach: Valverde